# Ulmetu, Dâmbovița
Ulmetu (în trecut, Strâmbu) este un sat în comuna Vârfuri din județul Dâmbovița, Muntenia, România.
Pomenit și în documentul de pe timpul lui Simion Movilă. Nu se cunoaște originea numelui. Înainte de împărțirea administrativ- teritorială a țării din 1968, satul se numea Strîmbu, după numele apei ce străbate acest sat, care pe vremuri se numea Strîmba, din cauza coturilor multe ce le făcea în drumul său. Satul are o suprafață de 4,50 kmp și un număr de 141 gospodării.